# Казаковська Ганна Андріївна
Ганна Андріївна Казаковська (1911, місто Кузнецьк Саратовської губернії, тепер Пензенської області, Російська Федерація — ?) — радянська діячка, новатор виробництва, фрезерувальниця Кузнецького заводу текстильного машинобудування Пензенської області. Депутат Верховної Ради СРСР 3-го скликання.

## Біографія
Народилася в родині Андрія Осиповича Казаковського, робітника та майстра Кузнецького механічного заводу Шульпіна (потім — заводу текстильного машинобудування).
З 1930 року працювала комірницею та роздавальницею інструменту Кузнецького заводу текстильного машинобудування, учнем-слюсарем Кузнецької машинно-тракторної станції.
З 1935 року — фрезерувальниця Кузнецького заводу текстильного машинобудування («Кузтекстильмаш») Пензенської області. Виконувала норму на 250-300%.
Подальша доля невідома.

## Нагороди
- медаль «За доблесну працю у Великій Вітчизняній війні 1941—1945 рр.»